# NGC 7513
NGC 7513 (другие обозначения — PGC 70714, ESO 469-22, MCG -5-54-23, UGCA 437, AM 2310-283, IRAS23105-2837) — галактика в созвездии Скульптор.
Этот объект входит в число перечисленных в оригинальной редакции «Нового общего каталога».